# Culture de Xiajiadian inférieur
Sauf précision contraire, les dates de cet article sont sous-entendues « avant l'ère commune » (AEC), c'est-à-dire « avant Jésus-Christ ».

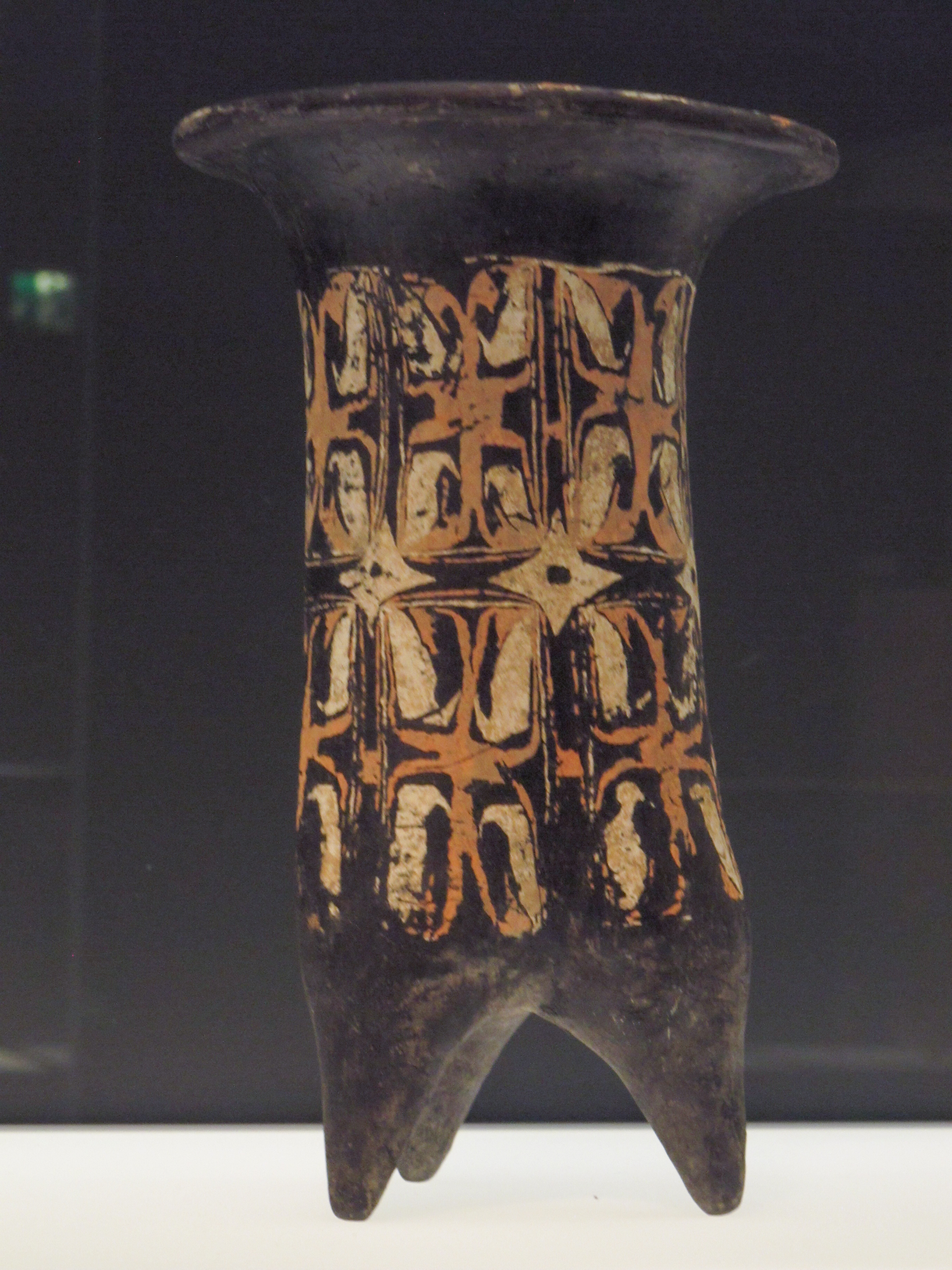
Tripode li. Terre cuite noire peinte en rouge et en blanc (le blanc étant très fragile), hauteur : 30 cm env., Mongolie Intérieure ou Liaoning, vers 1 500 AEC. Musée Rietberg, Zürich

La culture de Xiajiadian inférieur (夏家店) est une culture préhistorique de l'Âge du bronze dans le nord-est de la Chine, datant d'environ 2 000 à 1 400 avant l'ère commune. Le site éponyme se trouve dans la préfecture de Chifeng en Mongolie-Intérieure.

## Chronologie et géographie

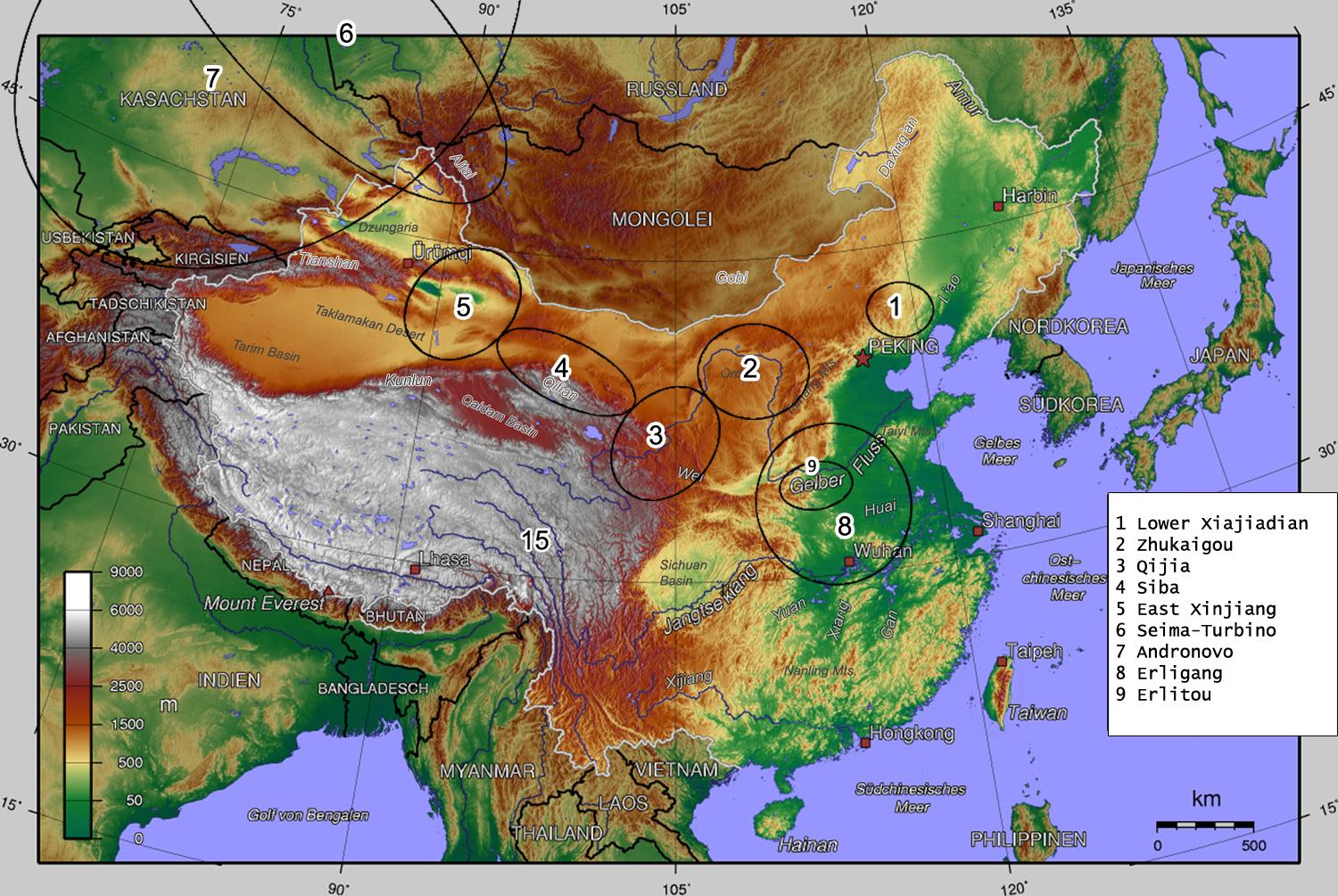
Du Néolithique à l'Âge du Bronze en Chine et dans les steppes de l'Asie centrale (au sens large).

Cette culture succède à la culture de Hongshan par l'intermédiaire de la culture transitionnelle de Xiaoheyan. Après la culture de Xiajiadian inférieur, à partir de 1000, elle laisse la place aux nomades de la culture de Xiajiadian supérieur.
Centrée sur la zone ouest de la vallée du fleuve Liao , elle s'est étendue sur le sud-est de la Mongolie intérieure et dans son extension maximale au nord du Hebei et à l'ouest du Liaoning.

## Agriculture
La subsistance était assurée par l'élevage (porcs, chiens, moutons et bovins) et la culture du millet, la chasse assurant un complément.

## Habitat
Les sites archéologiques ont livré deux types d'habitat : des villages ouverts construits à proximité des rivières et des cités fortifiées sur le sommet des collines. Ces villages permanents ayant été construits, la densité de population a nettement progressé. Dans la région de Chifeng, une telle densité n'a plus été atteinte avant la période de l'empire Khitan (907-1125). La population pouvait trouver facilement des pierres, essentiellement du basalte qui était souvent utilisé pour les outils et comme matériaux de construction. Les maisons étaient soit rondes, soit plus ou moins carrées, bâties en brique crue ou en pierre, soit à demi enterrées, soit construites au niveau du sol. Les villages construits à proximité des rivières se trouvaient sur les zones cultivables. Les cités fortifiées, dont le pourcentage par rapport à l'ensemble bâti pouvait passer de 73 à seulement 8 %, étaient construites non loin de là et pouvaient être des centres politiques, servir de lieux de cultes et/ou de protection. Les murs en pierre étaient construits autour des bâtiments, sur la partie plate de l'élévation, laquelle se situait toujours au-dessus de 800 m. d'altitude. Les murs n'étaient pas épais, ils étaient construits autour d'une partie centrale en terre battue, prise en sandwich des deux côtés par des murs en pierre, et incluaient des constructions qui font penser à de probables tours d'observation .
Une vue aérienne du site de Erdaojingzi dans la préfecture de Chifeng est particulièrement explicite : sur une terrasse une grande trame carrée de murs permet d'inclure des volumes de forme circulaire lesquels peuvent être isolés les uns des autres par des murs courbes à l'intérieur de chaque grand carré. L'un de ces courts cylindres semble s'élever au-dessus des autres, il est enceint d'une protection circulaire plus basse. Plusieurs espaces rectangulaires situés sur la pente et dans le prolongement de la grande trame centrale, disposent eux aussi de ces volumes circulaires. Ces dispositifs défensifs joints à des observations de signes indiquant la zone d'influence de la culture d'Erlitou, dont l'élite était à la recherche de matière première pour la confection de bronzes, il semble que l'on pourrait en déduire que l'on a affaire à une société en perpétuels conflits attisés par la présence de métaux convoités, mais ceci reste à démontrer.

## Société
Les cimetières nous livrent des indices qui peuvent être interprétés en termes de relations sociales. Ainsi en est-il du site de Dadianzi (Chifeng). La zone résidentielle (7 ha.) étant entourée d'un mur, le cimetière (1ha.) semble avoir été divisé en trois parties. Chaque partie semblant être divisée en plusieurs sous-sections. Les 804 tombes, presque toutes à un seul corps, sont orientées Sud-ouest / Nord-est . Les femmes ont la tête du côté du Nord-est quand les hommes l'ont du côté du Sud-est. Cette différenciation de genre recoupe une observation faite sur l'état des dentitions: les femmes ont plus de dents cariées... Ce qui suggère aux auteurs que leur alimentation contenait beaucoup de glucides, alors que ceux-ci semblent absents du régime des hommes. Par ailleurs il apparait à cette étude que le statut social semble donné dès la naissance et que les hommes tendent à disposer d'une position sociale plus élevée que celle des femmes. En fin de période d'occupation, des vases rituels en céramique qui imitaient les vases jue et jiao (coupes tripodes) et gui (tripodes à bec verseur ) de la culture d'Erlitou - en céramique ou en bronze - ont été déposés plus ou moins au nord du cimetière, comme un signe indicateur d'une élite, alors qu'auparavant aucune stratification sociale forte n'était évidente. Ce sont les points les plus extrêmes au Nord de la diffusion de la céramique d'Erlitou. Si les formes venues d'Erlitou sont reproduites, avec des différences, la décoration est propre à la culture de Xiajiadian.
Dans une tombe de Dadianzi, un tripode li contenait de nombreux cauris, de provenance lointaine, accompagnés de turquoises.
Le peuple du Xiajiadian inférieur pratiquait la divination avec des os oraculaires. Les os étaient préparés par perçage et polissage avant leur chauffage. Sur le site éponyme Xiajiadian, il n'y a généralement pas d'inscription (écriture ossécaille).

## Céramique
Des objets en pierre, en jade, en os et en céramique ont été découverts dans les tombes tout comme des objets en or, en plomb, en cuivre et en bronze ainsi que des laques. Mais elles ont livré surtout des poteries peintes après cuisson (certainement, pour cette raison, destinés à être des objets funéraires) et des petits objets de bronze.
Si les céramiques inspirées de celles d'Erlitou ont bien été réalisées au sein de la culture du Xiajiadian inférieur, le décor qui les orne est, pour sa part, d'inspiration venue du Nord-Ouest, précisément d'Andronovo et de la steppe eurasienne.

## Travail du bronze
Les objets en cuivre ou en bronze les plus courants sont des boucles d'oreille et les bagues. On a employé autant la fonte que la forge , alors que la forge est pratiquement inconnue dans la Chine du centre et du Sud mais qu'elle est de pratique courante chez les populations d'Asie centrale et de Sibérie méridionale. Ces objets de bronze sont par ailleurs semblables à ceux de Chine du Nord-Ouest, d'Asie centrale (Culture d'Andronovo) et de Sibérie méridionale (Seima-Turbino). Ceci est particulièrement visible avec les boucles d'oreille aux extrémités en forme de trompette qui ne se retrouvent que dans ces régions et dans les steppes eurasiennes, à cette époque, mais c'est aussi le cas pour la technologie et les alliages. Les nombreuses mines de cuivre, de plomb et d'étain, actuellement en activité dans la région semblent avoir eu des équivalentes dans l'antiquité et l'on a trouvé des restes de fours à bronze qui sont datés de la culture du Xiajiadian inférieur. Le bronze (comme l'or) ont donc été plutôt produits sur place. Mais il faut remarquer qu'il s'agit seulement d'ornements, de bronze et d'or, et ni de vaisselle, ni d'arme et pas plus d'outil. À la différence de ce qui s'est passé dans la plaine centrale.

## Population
L'étude morphologique a montré que la population de Dadianzi était composée pour une part de personnes semblables morphologiquement à celle habitant les régions du Fleuve jaune et pour une autre part de populations du type mongoloïde de l'Est et du Nord de l'Asie.
Pour conclure il est évident que des échanges à longue portée ont favorisé des assemblages culturels, des pratiques mixtes ou s'interpénètrent les formes, les techniques et les savoirs, une sorte de melting pot.

## L'apparition du métal en Chine du Nord
| Cultures                                    | Dates approchées AEC | Dates approchées AEC |
| ------------------------------------------- | -------------------- | -------------------- |
| Culture du Xiajiadian inférieur             | 2 000 - 1 400        |                      |
| Culture de Zhukaigou sur le plateau d'Ordos | 2 000 - 1 400        |                      |
| culture de Qijia                            | 2 200 - 1 600        |                      |
| culture de Siba                             | 1 900 - 1 500        |                      |
| Xinjiang de l'Est (Tianshanbeilu)           | 2 000 - 1 550        |                      |
| Seima-Turbino                               | 2 100 - 1 500        |                      |
| Andronovo                                   | 2 100 - 1 500        |                      |
| Culture d'Erlitou                           | 1 900 - 1 500        |                      |
| Période d'Erligang                          | 1 600 - 1 400        |                      |

#### Époque précédente: vers 3400-1900
- Cultures de Qujialing et Shijiahe
- Culture de Majiayao
- Culture de Liangzhu
- Culture de Longshan

#### Époque concernée: vers 2200-1400
- Tianshanbeilu (est du Xinjiang) (2000-1550)
- Culture de Qijia
- Culture de Zhukaigou sur le plateau d'Ordos en Mongolie-Intérieure.
- Culture de Siba
- Culture d'Erlitou
- Période d'Erligang

#### Époque suivante: 1570 à 1045
- Dynastie Shang